# Salou Djibo
Pour les articles homonymes, voir Djibo.
Salou Djibo, né le 15 avril 1965 à Namaro dans la région de Tillabéry, est un militaire nigérien, général de corps d'armée.

## Biographie
Issu de l'ethnie Djerma-Songhay, il effectue sa formation d'officier à l'École des Forces armées de Bouaké en Côte d'Ivoire de 1995 à 1997. Il sort sous-lieutenant et appartient à la promotion Joseph-Anoma de ladite école. Il poursuit sa formation militaire au Maroc et en Chine et sert dans les forces de l'ONU en République démocratique du Congo,.
Il est à la tête du coup d'État du 18 février 2010, qui renverse le président de la République Mamadou Tandja. Salou Djibo est à la tête du Niger en qualité de président du Conseil suprême pour la restauration de la démocratie depuis le 22 février 2010.
Le Conseil qu'il préside a annoncé qu'il visait à faire du Niger un modèle de démocratie et de bonne gouvernance.Le 7 avril 2011, Salou Djibo transmet ses pouvoirs au nouveau président de la République, Mahamadou Issoufou.
Il se retire de la vie politique en 2011. Il travaille au sein de la CEDEAO en étant à la tête de la task force pour la libre circulation des personnes et des biens.
En mai 2019, il annonce sa retraite anticipée de l’armée et fonde en août 2019 son propre parti, Paix Justice Progrès (PJP). Il est investi le 28 juin candidat du parti pour l'élection présidentielle de 2020.
Il est candidat à l'élection présidentielle de 2020 où il obtient 2,98 % des voix.